# .sg
A .sg Szingapúr internetes legfelső szintű tartomány kódja. A Szingapúri Információs Hálózatok Központja irányítja. Regisztrálni tanúsítvánnyal rendelkező regisztrátoron keresztül lehet.

## Második szintű tartomány nevek
- .com.sg: kereskedelmi cégek
- .net.sg: hálózati szolgáltatók
- .org.sg: regisztrált szervezetek
- .edu.sg: oktatási intézmények
- .per.sg: személyes honlapok
- .idn.sg: kínai és tamil domain nevek